# 麥克·卡頓保
麥克·卡頓保（英語：Mark Clattenburg，1975年2月13日—），英格蘭足球裁判，曾参与判罚英格蘭足球聯賽、英格蘭超級足球聯賽及國際足協的賽事。

## 執法生涯
16歲的卡頓保參加愛丁堡公爵獎勵計劃（The Duke of Edinburgh's Award）中的球證訓練班，因此踏上了擔當球證之路。年僅18歲已在「北部聯賽」（Northern League）出任助理球證，翌年升任球證。
卡頓保在1999至2000年度進入了全國助理球證名單及Panel List球證名單，有資格擔任全英的助理球證。至2000-2001年度，他進入了全國球證名單，當時他年僅25歲就可在聯賽中執法，曾經是戰後最年輕球證的紀錄。首場執法是在2000年8月12日由對約克城（York City）。2004年，他成為英超球證小組成員，可以執法英超賽事。兩年後的2006年，年僅30歲即成為國際球證。
他在2006年5月11日執法舒利亞告別賽，因為他是一個紐卡素的球迷，之後他就不再容許執法其他紐卡素的正式比賽。2005至2006年球季，他執法了24場賽事，發出81張黃牌及4張紅牌。
2007年7月，卡頓保及另一名英超球證（Chris Foy）到香港參與2007年巴克萊亞洲錦標賽的執法，及為香港球證提供講座分享執法經驗。
2007年10月30日的利物浦市打吡，卡頓保為該場主裁判，他全場有好幾次的爭議性判決，包括補時階段時列史葛於利物浦禁區內被加歷查拉跌而沒有判罰十二碼，最終利物浦以2-1獲勝。
2008/09年球季揭幕戰英格蘭社區盾原定安排由卡頓保執法，但由於其公司債務問題而被暫停球證職務，社區盾亦改由另一名球證彼得·禾頓（Peter Walton）主吹。
2014年9月21日，英超第五周曼徹斯特聯作客對李斯特城時，他的判決引起極大批抨，包括在球出界後及李斯特城球員侵犯對手後仍判入球有效，兩次無理判罰曼聯點球和胡亂對曼聯球員比歷格特出示紅牌，最後曼聯此役在 3 - 1 領先下，反敗 3 - 5 。
2017年2月，卡頓保自稱執法曼聯比賽後與曼聯主帥穆里尼奧發生激烈爭吵，宣佈離開英超，前往沙特擔任足协裁判委員会主席。
2018年11月25日，卡頓保受邀执法中国足协杯决赛第一回合，之后与马宁、张雷等人一起成为中超第一批职业足球裁判。

## 曾執法的重要賽事
- 2000/01年度：歐洲少年足球錦標賽(U-16) - 第四裁判
- 2001/02年度：英格蘭足球乙級聯賽升班附加赛决赛 - 第四裁判
- 2002/03年度：英格蘭冠軍聯賽升班附加赛半决赛 - 主裁判
- 2002/03年度：英格蘭足球乙級聯賽升班附加赛半决赛 - 主裁判
- 2002/03年度：英格蘭足总挑战杯(非联赛球队)决赛 - 第四裁判
- 2003/04年度：英格蘭足球冠軍聯賽升班附加赛半决赛 - 主裁判
- 2003/04年度：英格蘭足球乙級聯賽升班附加赛决赛 - 主裁判
- 2006/07年度：英格蘭足總青年盃，第一回合 - 主裁判
- 2006/07年度：英格蘭足總青年盃，第一回合 - 主裁判
- 2015/16年度：英格蘭足總盃決賽 - 主裁判
- 2015/16年度：2016年歐洲冠軍聯賽決賽- 主裁判
- 2016年歐洲國家盃決賽 - 主裁判

## 執法數據
| 賽季      | 執法場次 | 黃牌總數 (張) | 平均每場黃牌 (張) | 紅牌總數 (張) | 平均每場紅牌 (張) |
| --------- | -------- | ------------- | ----------------- | ------------- | ----------------- |
| 2000/2001 | 24       | 67            | 2.79              | 4             | 0.17              |
| 2001/2002 | 33       | 103           | 3.12              | 6             | 0.18              |
| 2002/2003 | 35       | 135           | 3.86              | 8             | 0.23              |
| 2003/2004 | 34       | 104           | 3.06              | 2             | 0.06              |
| 2004/2005 | 28       | 83            | 2.96              | 5             | 0.18              |
| 2005/2006 | 24       | 81            | 3.38              | 4             | 0.17              |
| 2006/2007 | 42       | 166           | 3.95              | 3             | 0.07              |
| 2007/2008 | 34       | 114           | 3.35              | 10            | 0.29              |

## 外部連結
- Mark Clattenburg Referee Statistics soccerbase.com 卡頓保執法數據